# Onismor Bhasera
Onismor Bhasera (Mutare, 7 de janeiro de 1986), é um futebolista zimbabuense que atua como lateral esquerdo. Atualmente, joga pelo Bidvest Wits.

## Carreira
Onismor Bhasera representou o elenco da Seleção Zimbabuense de Futebol no Campeonato Africano das Nações de 2017.

## Títulos
Tembisa Classic
- Campeonato Sul-Africano de Futebol: 2005

Kaizer Chiefs
- Telkom Knockout Cup: 2007
- Super Eight Cup: 2008